# Volumen (revista)
Volumen fue una revista dedicada a la actualidad del cómic que se publicó en España durante los años 1999 y 2000 con el subtítulo «Guía mensual del cómic». Fue creada y dirigida durante la mayor parte de su trayectoria por Santiago García, con diseño gráfico de Luis Bustos y editada por  Christian Osuna. Under Cómic publicó un total de 17 entregas de Volumen antes de cancelarla y sustituirla por La Guía del Cómic.y

## Trayectoria y Colaboradores
Volumen 1 número 1, se presentó en Madrid en abril de 1999, siendo una de las tres revistas que aparecieron a principios de ese año para cubrir el hueco de la desaparecida Slumberland (junto a El pequeño Nemo y Dentro de la viñeta), y la única de ellas que se presentó con páginas a color   Otra característica que la diferenciaba de sus competidoras es que durante el primer año cada número se publicó con dos portadas diferentes, algo habitual por aquellos tiempos en revistas especializadas de EE. UU. como "Wizard", pero inédito hasta entonces en España (y que servía para aumentar la exposición de la publicación en las estanterías de librerías (si se mostraban las dos cubiertas simultáneamente en estanterías).   La revista tenía inicialmente 32 páginas, la mitad de ellas a color (a partir del número 3 se aumentó a 48 páginas, 32 de ellas a color),  y se distribuía en librerías especializadas en cómic con un precio de venta facial de 275 pesetas.  
Una peculiaridad de "Volumen" es que tuvo una numeración organizado por "volúmenes anuales" con su propia numeración, con lo que el primer año en la cabecera aparecía Volumen Uno (con ocho entregas publicadas), y el segundo año se modificó a Volumen Dos (con 8 entregas adicionales), aunque la revista se refería a sí misma como "Volumen" a secas.  También tuvo algunas entregas numeradas como "número doble" al abarcar las novedades de dos meses (Volumen 1 n.º 4/5 y Volumen 2 n.º 2/3).  
Santiago García dejó la dirección de la publicación después de haber completado nueve números (realizó hasta Volumen Dos n.º 1, publicado en enero de 2000). Óscar Palmer, uno de los colaboradores de la revista, se hizo cargo de la dirección a partir de Volumen Dos n.º 2/3 (publicado en marzo de 2000) y durante cinco números. Finalmente el propio Christian Osuna editó y dirigió los números restantes antes de cerrar la revista. Volumen 2 n.º 10, la última entrega, se publicó en diciembre de 2000.  Sin embargo la editorial Undercómic continuó editando una publicación informativa con la creación de una nueva cabecera: La Guía del Cómic, con un nuevo formato, periodicidad, diseño gráfico, vía de comercialización (pasó a distribuirse gratuitamente en festivales de cómic) y secciones de la revista.
Volumen contó con la colaboración de algunos de los teóricos y especialistas en cómics españoles más interesantes de su época. En sus páginas publicaron artículos, entrevistas, reseñas y otros contenidos el propio Santiago García y otros como Yexus, Álvaro Pons, Pepo Pérez, Antoni Guiral, Óscar Palmer, Pepe Gálvez, J. Edén, Eduardo García Sánchez,  José María Méndez, David Muñoz,  Eduardo de Salazar, José Antonio Serrano, Enrique Bonet, Francisco Naranjo, Manuel Bartual...

## Números
- Volumen Uno, #1 abril de 1999. 275 Pts. Batman-Rey Sin Reino, Miguel Ángel Martín, Noticias, Novedades.
- Volumen Uno, #2 mayo de 1999. 275 Pts.
- Volumen Uno, #3 junio de 1999. 275 Pts.
- Volumen Uno, #4/5 julio/agosto de 1999. 275 Pts.
- Volumen Uno, #6 septiembre de 1999. 295 Pts.
- Volumen Uno, #7 octubre de 1999. 325 Pts.
- Volumen Uno, #8 noviembre de 1999. 325 Pts.
- Volumen Uno, #9 diciembre de 1999. 325 Pts. Daniel Torres, Los mejores tebeos de 1999, Novedades.
- Volumen Dos, #1. enero de 2000. Lo que viene en el 2000, Eddie Campbell y From Hell.
- Volumen Dos, #2/3. Marzo de 2000.
- Volumen Dos, #4. Abril de 2000.
- Volumen Dos, #5. Mayo de 2000.
- Volumen Dos, #6.  Junio de 2000.
- Volumen Dos, #7. Julio de 2000. Watchmen.
- Volumen Dos, #8. Septiembre/Octubre de 2000. Filón Mutante, Semana Negra, Japón Underground.[7]
- Volumen Dos, #9. Noviembre de 2000. Chateamos con Javi Rodríguez y Mauro Entrialgo, Robert Crumb, Don Rosa, Alex Cómics.[8]
- Volumen Dos, #10.  Blacksad, Robots Japoneses, Eddie Campbell, Little Lit.  Hay que advertir que este número se publicó repitiendo erróneamente la numeración del número anterior (Volumen Dos n.º 9) en la portada y en créditos de página 3.  En portada también se repite la fecha del número anterior (noviembre de 2000) aunque en créditos de página 3 la fecha sí está actualizada a diciembre de 2000.  Aparentemente se debe a un error de maquetación (este número también incluye varios artículos maquetados de forma que el fondo dificulta leer el texto).  En las imágenes que acompañan al texto del editorial, sí aparece correctamente maquetado como Volumen Dos n.º 10.  En diferentes referencias consultadas se indica Volumen Dos n.º 9 como último número publicado de la revista, posiblemente debido a este atípico error de maquinación unido a una falta de documentación del redactor.  Es un error tan extendido que incluso la misma Undercomic cometió el error de no incluir este último número en un recopilatorio de portadas incluido en un número de [La Guía del Cómic].[9][10][11]